# HD 40307 g
HD 40307 g é um planeta extrassolar orbitando a zona habitável da estrela HD 40307, localizada na constelação de Pictor a uma distância de 42 anos-luz (13 parsecs) da Terra. Foi descoberto pelo método da velocidade radial, através de uma reanálise da dados do espectrógrafo HARPS, localizado no Observatório La Silla, Chile. Esse método consiste em detectar pequenas variações na velocidade radial de uma estrela causadas pela gravidade de um planeta. A descoberta, feita por uma equipe liderada por M. Tuomi, foi anunciada em 2012, junto com a descoberta dos planetas vizinhos HD 40307 e e HD 40307 f.
HD 40307 g é uma super-Terra com uma massa mínima de 7,1 vezes a massa da Terra. Como sua inclinação é desconhecida, a massa verdadeira não pode ser determinada, mas provavelmente é próxima do valor mínimo. A composição do planeta é desconhecida; ele pode ser rochoso, como a Terra, ou gasoso, sem uma superfície sólida. Orbita HD 40307 em um período de 198 dias a uma distância média de 0,6 UA (60% da distância entre a Terra e o Sol), sendo o planeta mais externo do sistema. A essa distância, o planeta está em uma posição confortável no meio da zona habitável, que para HD 40307 vai de 0,43 até 0,85 UA. Essa distância é grande o bastante também para o planeta não sofrer rotação sincronizada, o que aumenta as chances de ter condições como as da Terra, se for rochoso.
Mais informações, como simulações climáticas e de interior planetário, são necessárias para avaliar se HD 40307 g pode suportar água líquida e vida. No artigo científico de sua descoberta, foi sugerido usar observatórios espaciais futuros para fotografar diretamente o planeta, dada sua grande separação angular da estrela, que pode ser de até 46 milissegundos de arco. A chance de o planeta transitar a estrela, o que forneceria informações valiosas sobre suas características físicas, é extremamente pequena, calculada em 0,6%. Um estudo de 2014, que analisou a habitabilidade do sistema, afirmou que HD 40307 g passa por grandes variações de temperatura em uma escala de tempo de até milhares de ano, devido à relativamente alta excentricidade orbital e rápida precessão. Foi concluído que o planeta não deve ser muito habitável em altas latitudes, e que deve passar por intensas eras do gelo e mudanças no nível do mar, se tiver oceanos, ou desaparecimento e reaparecimento de calotas polares como as de Marte.